# HMS Broke (1914)
HMS Broke, później Almirante Uribe – brytyjski niszczyciel z okresu I wojny światowej. Pierwotnie okręt został zamówiony w Wielkiej Brytanii przez rząd Chile jako jedna z sześciu jednostek typu Almirante Lynch i zwodowany 25 maja 1914 roku jako „Almirante Goñi” w stoczni J. Samuel White w Cowes. W trakcie wyposażania jednostka została zarekwirowana i zakupiona przez Wielką Brytanię, wchodząc w skład Royal Navy w październiku 1914 roku, już jako HMS „Broke”. Okręt wziął udział w bitwie jutlandzkiej, doznając poważnych uszkodzeń i tracąc sporą część załogi. Po zakończeniu działań wojennych niszczyciel został odsprzedany pierwotnemu zamawiającemu i w maju 1920 roku wszedł do służby w Armada de Chile pod nazwą „Almirante Uribe”. Jednostka została skreślona z listy floty w 1933 roku.

## Projekt i budowa
Niszczyciele typu Almirante Lynch zostały zamówione przez rząd Chile w Wielkiej Brytanii na początku 1911 roku . W momencie budowy okręty te należały do największych i najsilniej uzbrojonych jednostek tej klasy na świecie . Z zamówionych sześciu niszczycieli tylko dwa zostały ukończone do wybuchu I wojny światowej i odebrane przez Armada de Chile; pozostałe cztery zostały zarekwirowane przez rząd brytyjski i wcielone do Royal Navy jako HMS „Faulknor”, HMS „Broke”, HMS „Botha” i HMS „Tipperary” . Przejęte przez Brytyjczyków niszczyciele zostały lekko zmodyfikowane w stosunku do pierwowzoru: zamontowano na nich wyrzutnie torpedowe o kalibrze 533 mm i pojedyncze działko przeciwlotnicze kal. 40 mm (zamiast dwóch karabinów maszynowych kal. 7,7 mm), a większa masa zainstalowanego uzbrojenia spowodowała wzrost wyporności okrętów .
Przyszły HMS „Broke” zbudowany został w stoczni J. Samuel White w Cowes. Stępkę okrętu położono w październiku 1912 roku, a zwodowany został 25 maja 1914 roku jako „Almirante Goñi” .

## Dane taktyczno-techniczne
Okręt był dużym niszczycielem o długości całkowitej 100,8 metra (97,5 metra między pionami), szerokości 9,91 metra i zanurzeniu 3,53 metra . Wyporność normalna wynosiła 1610 ton, a pełna 2000 ton . Siłownię okrętu stanowiły trzy zestawy turbin parowych systemu Parsonsa o łącznej mocy 30 000 KM, do których parę dostarczało sześć kotłów White-Forster . Prędkość maksymalna napędzanego trzema śrubami okrętu wynosiła 31 węzłów . Okręt zabierał zapas 433 ton węgla i 83 tony paliwa płynnego, co zapewniało zasięg wynoszący 2750 Mm przy prędkości 15 węzłów . 
Na uzbrojenie artyleryjskie okrętu składało się sześć pojedynczych dział kalibru 102 mm (4 cale) Armstrong L/40, pojedyncze działko przeciwlotnicze Vickers kal. 40 mm Mark II L/39 i dwa pojedyncze karabiny maszynowe kal. 7,7 mm L/94 . Broń torpedową stanowiły cztery pojedyncze wyrzutnie kal. 533 mm (21 cali) .
Załoga okrętu składała się z 197 oficerów, podoficerów i marynarzy .

## Służba

### Royal Navy

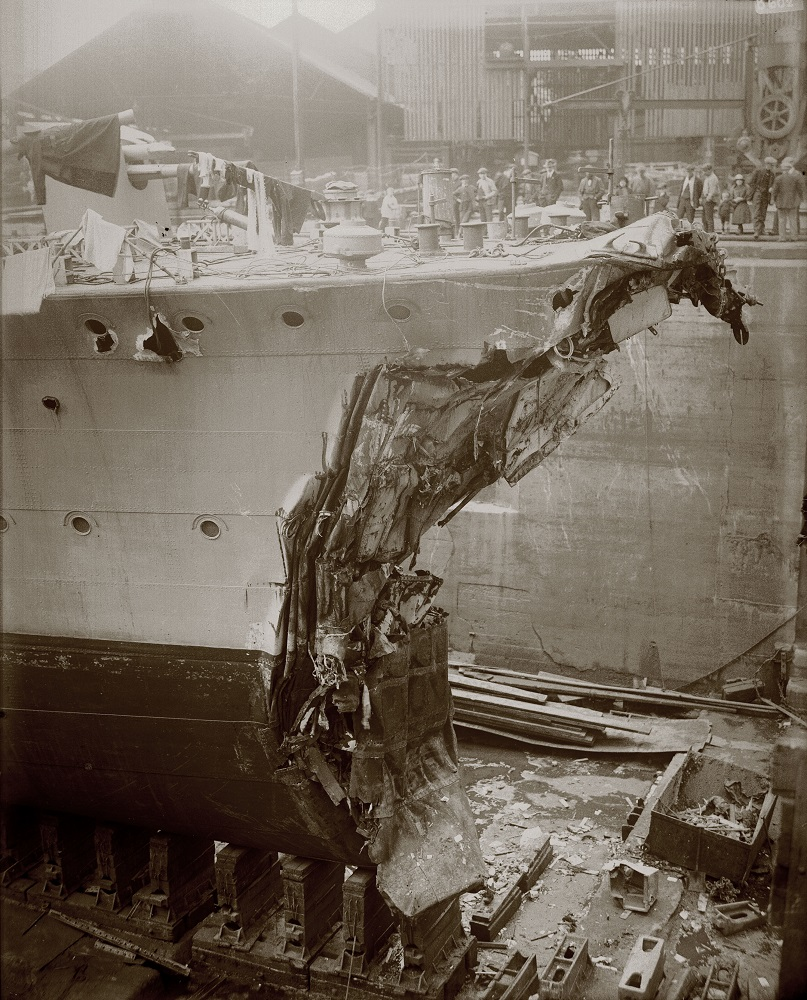
Uszkodzony dziób „Broke” po kolizji z HMS „Sparrowhawk”

Będący w trakcie prac wyposażeniowych niszczyciel został na początku wojny zakupiony przez rząd brytyjski i wszedł do służby w Royal Navy w październiku 1914 roku, jako HMS „Broke” . Jednostka z racji wielkości była klasyfikowana jako przewodnik flotylli . Podczas służby w brytyjskiej marynarce okręt nosił numery taktyczne H98, H23 i D10 .
W dniach 31 maja – 1 czerwca 1916 roku „Broke” wziął udział w bitwie jutlandzkiej, w składzie 4. Flotylli Niszczycieli (pod dowództwem kmdra ppor. W.L. Allena). Około północy niszczyciele 4. Flotylli stanęły na drodze zmierzającej do Wilhelmshaven Hochseeflotte. Zaskoczone okręty brytyjskie, w tym „Broke”, dostały się pod ciężki ogień niemieckich pancerników i krążowników, lecz pomimo to wykonały atak torpedowy, zmuszając przeciwników do wykonywania uników. Ofiarą prowadzonego z najbliższej odległości ostrzału został bliźniaczy niszczyciel HMS „Tipperary”, który zatonął wraz ze 185 członkami załogi . Po zatonięciu okrętu flagowego dowództwo 4. Flotylli objął kmdr ppor. W.L. Allen na HMS „Broke” i zarządził kolejny atak torpedowy na niemiecki okręty. Ogień obronny przeciwnika był jednak tak silny, że już w pierwszej minucie ataku zostały trafione i ciężko uszkodzone niszczyciele „Broke” i „Sparrowhawk”, które dodatkowo zderzyły się ze sobą, a w szczepione ze sobą okręty uderzył jeszcze płynący jako trzeci w szyku HMS „Contest”, odcinając około 10 metrów rufy „Broke”. Dowódcy „Broke’a” i „Sparrowhawka” po stwierdzeniu, że ich okręty zaraz zatoną, wydali rozkazy przejścia swoich załóg na sąsiednią jednostkę, w wyniku czego nastąpiło przemieszanie załóg obu okrętów. Skutkiem ataku było uszkodzenie krążownika „Rostock”, trafionego ogniem artylerii HMS „Broke” i torpedą wystrzeloną przez „Contest”, jednak ciężko uszkodzone „Broke” i „Sparrowhawk” zostały wyłączone z walki (ten drugi został opuszczony przez ocalałą załogę i samozatopiony) . Ciężko uszkodzony, zastopowany HMS „Broke”, płonący, pozbawiony pomostu, dziobu i rufy, ocalał dzięki swemu opłakanemu wyglądowi – przepływające obok niemieckie niszczyciele S 53 i G 88 po wystrzeleniu w kierunku „wraku” dwóch torped i kilku salw artyleryjskich odpłynęły pewne, że brytyjski okręt zatonie. Niszczyciel jednak, po wykonaniu prowizorycznych napraw przez zdziesiątkowaną załogę, z prędkością 7 węzłów ruszył w stronę bazy, osiągając 3 czerwca port w Newcastle. Łącznie podczas bitwy „Broke” otrzymał 9 trafień pociskami artyleryjskimi, a na jego pokładzie zginęło 47, a rannych zostało 36 członków załogi.
W nocy z 20 na 21 kwietnia 1917 roku niszczyciel (wraz z HMS „Swift”) wziął udział w bitwie w Cieśninie Kaletańskiej. W wyniku starcia zatonęły dwa niemieckie niszczyciele: SMS G 85, storpedowany przez „Swifta” i SMS G 42, staranowany przez „Broke”, który doznał w wyniku kolizji poważnych uszkodzeń i został przeholowany do pobliskiego portu .
W marcu 1918 roku okręt poddano modernizacji: zdemontowano cztery pojedyncze działa kal. 102 mm, instalując w zamian dwie armaty kal. 120 mm BL Mk I L/45 .

### Armada de Chile
W 1920 roku niszczyciel został odsprzedany Chile i w maju tego roku wszedł do służby w marynarce tego kraju pod nazwą „Almirante Uribe” . Uzbrojenie okrętu podczas służby w Armada de Chile przedstawiało się następująco: dwa pojedyncze działa kal. 120 mm BL Mk I L/45, dwa pojedyncze działa kal. 102 mm QF Mk VI L/45, dwa pojedyncze działka przeciwlotnicze Vickers kal. 40 mm Mark II L/39 i cztery pojedyncze wyrzutnie torped kal. 533 mm; liczebność załogi wzrosła do 205 osób . Jednostka została skreślona z listy floty z powodu znacznego zużycia w 1933 roku .